# Austin Abbott

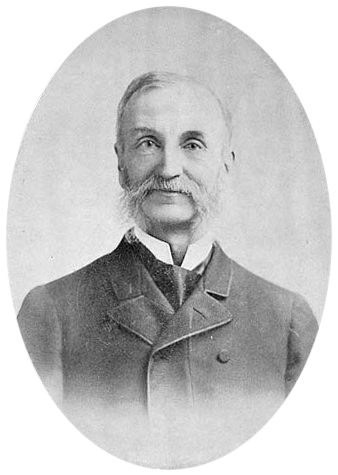
Austin Abbott

Austin Abbott (* 18. Dezember 1831 in Boston, Massachusetts; † 19. April 1896 in New York) war ein US-amerikanischer Jurist und Schriftsteller.

## Leben
Austin Abbott war der zweite Sohn des US-amerikanischen Jugendschriftstellers Jacob Abbott und dessen Gattin Harriet. Er ging zuerst in Boston zur Schule, dann in Roxbury und Farmington, als er mit seiner Familie nacheinander in diese Städte umzog. 1851 graduierte er an der New York University, die er seit 1847 besucht hatte. Dann studierte er Rechtswissenschaften, wurde 1852 in New York als Anwalt zugelassen und betrieb nun mit seinem eineinhalb Jahre älteren Bruder Benjamin Vaughan Abbott die Anwaltskanzlei Abbott Brothers. Seine beiden jüngeren Brüder Lyman Abbott und  Edward Abbott widmeten sich vornehmlich einer geistlichen Laufbahn. 1854 verheiratete sich Austin Abbott mit Ellen Louise Dummer Gilman.
Neben der in die Frühphase seines literarischen Schaffens gehörige Mitwirkung an zwei Romanen verfasste der groß gewachsene und schlank gebaute Austin Abbott als produktiver Autor in den 1850er und 1860er Jahren gemeinsam mit seinem Bruder Benjamin Vaughan rechtswissenschaftliche Lehrbücher und Reporte. Er war damals darüber hinaus als sehr anerkannter Anwalt berufstätig. 1865 half er den mit der Ausarbeitung des Kodex für den Bundesstaat New York beauftragten Kommissaren. Nach dem Ausscheiden seines Bruders betrieb er die Anwaltskanzlei allein weiter.
In den 1870er Jahren begann Austin Abbott, der auch musikalischen Interessen wie dem Orgelspielen nachging, mit der eigenständigen Erstellung juristischer Werke, die teilweise eine weite Verbreitung erfuhren. Er trat in vielen bedeutenden Prozessen auf und erwarb sich 1875 eine landesweite Reputation durch seine erfolgreiche Verteidigung des kongregationalistischen Predigers Henry Ward Beecher, der von seinem früheren Freund Theodore Tilton (1835–1907) des Ehebruchs mit dessen Gattin Elizabeth Tilton angeklagt worden war. 1881 fungierte der seit 1879 in zweiter Ehe mit Anna Rowe Worth vermählte Jurist als Regierungsberater im Gerichtsverfahren gegen Charles J. Guiteau wegen dessen Mordes an US-Präsident James A. Garfield. 1891 wurde er Professor und Dekan der juristischen Fakultät der New York University und sorgte in dieser Funktion u. a. für den Einbau berufsorientierterer Elemente in die Curricula. Er starb 1896 im Alter von 64 Jahren.

## Werke
Austin Abbott schrieb zusammen mit seinen Brüdern Benjamin Vaughan und Lyman Abbott folgende unter dem Pseudonym Benauly veröffentlichte Romane:
- Cone Cut Corners; The Experiences of a Conservative Family in Fanatical Times, 1855
- Matthew Caraby, 1859

Zu Abbotts juristischen Schriften gehören:
- Reports of Practice Cases Determined in the Courts of the State of New York, Band 1, 1855 (mit seinem Bruder Benjamin Vaughan Abbott)
- Reports of Decisions of the Court of Appeals of New York, 1850–1869, 4 Bände., 1873–1874
- Abbott's Digest of New York Statutes and Reports, neue Ausgabe in 6 Bänden, 1873, bis 1896 erweitert um 8 Ergänzungsbände
- New Cases, Courts of the State of New York, 31 Bände, 1876–1894
- Official Report of the Trial of Henry Ward Beecher, 2 Bände, 1875
- Trial Evidence, The Rules of Evidence Applicable on the Trials of Civil Actions, 1880
- Brief for the Trial of Civil Issues before a Jury, 1885
- The Principles and Forms of Practice in Civil Actions, 2 Bände, 1887–1888
- Brief for the Trial of Criminal Cases, 1889
- Brief on the Mode of Proving the Facts most Frequently in Issue or Collaterally in Questions on the Trial of Civil or Criminal Cases, 1891
- Brief for the Argument of Questions Arising upon the Pleadings on the Trial of Issues of Law or Fact in Civil Actions, 1891
- Select Cases on Code Pleading, 1893
- Select Cases on the Law of Evidence as Applied During the Examination of Witnesses, 1895